# Diamond Hoo Ha
Diamond Hoo Ha é o sexto e último álbum de estúdio da banda britânica de rock Supergrass, lançado em março de 2008 pela Parlophone sob produção musical de Nick Launay.
Diferentemente de seu anterior, Road to Rouen (2005), o projeto foi classificado como um retorno às canções mais pesadas do Supergrass. Apesar disso, teve um desempenho modesto nas paradas e recepção menos relevante da crítica em comparação aos seus projetos antecessores.

## Faixas
1. "Diamond Hoo Ha Man" - 3:26
2. "Bad Blood" - 3:03
3. "Rebel In You" - 4:41
4. "When I Needed You" - 2:31
5. "345" - 3:39
6. "The Return of..." - 3:36
7. "Rough Knuckles" - 3:25
8. "Ghost of a Friend" - 3:54
9. "Whisky & Green Tea" - 4:16
10. "Outside" - 3:32
11. "Butterfly" - 5:11